# La terra promesa
La terra promesa (danès: Bastarden) és una pel·lícula de drama històric èpica del 2023 dirigida per Nikolaj Arcel a partir d'un guió d'Arcel i Anders Thomas Jensen. És protagonitzada per Mads Mikkelsen, Amanda Collin i Simon Bennebjerg, i amb Kristine Kujath Thorp, Gustav Lindh, Jakob Lohmann, Morten Hee Andersen, Magnus Krepper i Felix Kramer en papers secundaris. La pel·lícula està basada en el llibre The Captain and Ann Barbara d'Ida Jessen, i és una coproducció conjunta danesa, alemanya i sueca. S'ha doblat al català.
La terra promesa es va estrenar el 31 d'agost de 2023 al 80è Festival Internacional de Cinema de Venècia on va competir pel Lleó d'Or. Va ser seleccionada com a candidata danesa per a la millor pel·lícula internacional als 96ns premis Oscar, i va ser una de les 15 pel·lícules finalistes a la llista de finalistes de desembre.